# Nahuatzen
Nahuatzen es una localidad del estado mexicano de Michoacán de Ocampo, cabecera del municipio homónimo.
Se encuentra aproximadamente en la ubicación 19°39′16″N 101°55′5″O / 19.65444, -101.91806, a una altitud de 2406 m s. n. m.
La principal actividad económica de la localidad es la agricultura, principalmente el cultivo de maíz.
Según el censo de 2020 Nahuatzen tiene una población de 11 799 habitantes, lo que representa un crecimiento promedio de 1.4 % anual en el período 2010-2020 sobre la base de los 10 283 habitantes registrados en el censo anterior. Con una superficie de 3.776 km², al año 2020 la densidad poblacional era de 3125 hab/km². El 48.8 % de la población (5763 personas) eran hombres y el 51.2 % (6036 personas) eran mujeres. El 96.4 % de los habitantes de Nahuatzen profesa la religión católica, y el 1.20 % se reconoce como indígena.
En el año 2010, Nahuatzen estaba clasificada como una localidad de grado alto de vulnerabilidad social. Persistían deficiencias de acceso a la educación (3716 personas con educación básica incompleta) y a la salud (1919 personas sin derecho a la servicios de salud).